# Functionalistische taalkunde
De functionalistische taalkunde of functionele taalkunde is een in de loop van de twintigste eeuw ontstane benadering van de linguïstiek die niet in de eerste plaats naar de vorm van een zin kijkt, maar daarentegen de vraag stelt, wat de functie — op semantisch en pragmatisch niveau — ervan is. De functionele taalkunde is antitransformationalistisch, discursief georiënteerd en in het typische geval niet-stratificationeel.

## Antitransformationalisme
De impuls die tot de functionele taalkunde heeft geleid, bestond uit een zekere twijfel aan de cognitieve verantwoording van de taalkunde die Chomsky geïntroduceerd had, id est de generatief-transformationele theorie volgens welke er een universele talige dieptestructuur bestaat — syntactische categorieën die voor alle talen ter wereld gelden — die naargelang van de eisen van een welbepaalde taal dusdanig getransformeerd wordt, dat de geproduceerde uiting ('utterance') ontstaat. Deze transformaties zijn van dien aard, dat zij een heleboel regels impliceren die de grammaticaliteit van een zin sturen. Men maakt in de transformationele taalkunde gebruik van filters: dit zijn regels die ervoor zorgen dat alle theoretisch mogelijke zinnen worden herschikt tot aanvaardbare zinnen. Een zin wordt ontleed volgens de X-bar: een ramificatie van de hiërarchische structuur van een zin. Dit vereist een logisch raamwerk van dependentie, waarbij elk zinsdeel een syntactisch slot opvult. Bij ontstentenis van een element in zo een slot wordt een nulmorfeem gepostuleerd. Bijvoorbeeld, de vroege casusgrammatica van Charles J. Fillmore situeert zich nog in dit systeem. In de zin
- Gertrude schopte Willibrordus en Josephina-Dorothea tegen de verzenen.

is het element tegen de verzenen tweemaal aanwezig; niet enkel Josephina-Dorothea wordt tegen de verzenen geschopt, maar Willibrordus eveneens. Dusdoende veronderstelt een generatief systeem dat er een deletie is opgetreden, waarbij een van de twee locatieven achterwege gelaten werd. De semantische inhoud van deze zin doet niet ter zake; hier zijn syntactische categorieën aan het werk.

## Discursieve oriëntatie
Wanneer we taal echter vanuit haar pragmatische gebruik benaderen, kan gesteld worden dat alle semantische participanten aanwezig zijn: Gertrude is een agent, Willibrordus en Josephina-Dorothea zijn doelen en schoppen is een actie; hierbij is tegen de verzenen een locatie. Vermits de locatie voor beide personen dezelfde is, is er voor de hoorder van de zin geen nood om ze tweemaal te horen — de boodschap blijft duidelijk. De functionele taalkunde gaat er niet van uit, dat in het brein van spreker of ontvanger deletieregels optreden.
Wanneer bijvoorbeeld een zin een slechte of geen syntactische structuur heeft, hoeft dit niet te betekenen dat ze voor de hoorder niet begrijpelijk is:
- *Bakkerszaak zalm haal broodje met in jij nu wil graag ik.

Een functionalistische analyse poogt in dit geval de semantische klassen der participanten te achterhalen; verschillende modellen spitsen zich hierop toe. De systemisch-functionele grammatica beschouwt elk werkwoord als behorend tot een bepaald proces (mentaal, materieel, verbaal etc.), en deze processen hebben elk hun eigen soort participanten.
Het in acht nemen van communicatieve criteria leidde tot het ontstaan van een aantal raamwerken die van het traditionele generativisme afweken; Hudsons Daughter-Dependency Grammar hield rekening met het fenomeen topic als zijnde van invloed op de syntactische dependentierelaties, en hij verzette zich tegen geëlaboreerde structuren die volgens hem zeer moeilijk in het brein van een taalgebruiker konden plaatsgrijpen tijdens de actie van het spreken. De voornoemde casusgrammatica was een eerste poging om semantische noties in de TGG op te nemen: Fillmores beroemde artikel 'The Case for Case' was bedoeld als aanvulling op de transformationalistische theorie, doch opende het vizier naar een niet onaanzienlijk aantal vragen met betrekking tot de representatie van betekenis — die al bij al subjectief is — in wat in het generativisme verondersteld wordt een proceduraal-syntactische capaciteit van de mens te zijn. Een functionele benadering van syntaxis werd bedacht door Martinet; de enige universaliteit die hij postuleert, zo kan men opperen, is de discursieve, ofschoon de universele toepasbaarheid van syntactische (en daardoor ogenblikkelijk eveneens semantische) relaties een inherent gegeven van de taal is.

## Niet-stratificationele representatie
De manier waarop taal in het functionalisme voorgesteld wordt, is doorgaans vrij van verschillende niveaus: er is geen behoefte aan een verscheidenheid aan niveaus waarop zinnen, tijdens het proces van hun vorming, tot stand komen, vermits functionele grammatica geen transformaties (dus overgangen van diepte- naar oppervlaktestructuur) veronderstelt. Dit is eveneens een gevolg van de klemtoon op communicatie: de spreker en hoorder communiceren weliswaar in syntactische structuren, maar stellen zich geen vragen omtrent eventuele anterieure stadia van hun zinnen. Vanuit een functionalistisch perspectief heeft een zin slechts één niveau: namelijk dat waarop ze gebruikt wordt.

## Samenvatting
Wat een functionalistische taaltheorie van een transformationeel generatieve onderscheidt, is in eerste instantie haar nadruk op de wijze waarop taal wordt aangewend; Dik beklemtoont dat de centrale vraag van de Functionele Grammatica erin bestaat, te onderzoeken wat de 'Natuurlijke Taalgebruiker' is, veeleer dan de 'Natuurlijke Taal'. Dit brengt een aantal maatschappelijke, discursieve, semantische en intersubjectieve dimensies met zich mee. De uiting wordt dan ook gerepresenteerd zoals ze voorkomt.
Functionalisme houdt niet in, dat men de syntactische verbanden buiten beschouwing laat; men laat evenwel de traditionele syntaxis los die zich op woordcategorieën verlaat, en baseert de allocatie van de intra-clausale verbanden op semantische criteria.